# نانوذرات دی‌اکسید تیتانیوم

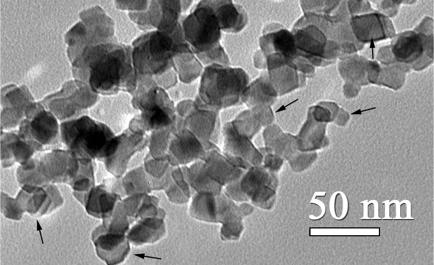
میکروگراف میکروسکوپ الکترونی عبوری از نانوذرات دی اکسید تیتانیوم از استاندارد مواد مرجع NIST 1898

نانوذرات دی اکسید تیتانیوم ،که همچنین به آن دی اکسید تیتانیوم فوق العاده یا تیتانیوم دی اکسید نانوکریستالی یا دی اکسید تیتانیوم میکرو کریستالی نیز گفته میشود ، ذراتی از دی اکسید تیتانیوم (TiO 2 ) که قطری کمتر از 100 نانومتر دارند، هستند . تیتانیوم دی اکسید فوق العاده به دلیل توانایی جلوگیری از اشعه ماوراء بنفش و بی رنگ بودن ، در ضد آفتاب ها بر روی پوست استفاده می شود. این تیتانیوم دی اکسید در ساختار کریستالی روتیل میباشد و از سیلیس هم زمان با یا بدون آلومینا پوشیده شده است تا از پدیده های فوتوکاتالیستی جلوگیری کند. خطرات سلامتی تیتانیوم دی اکسید فوق العاده در مورد قرار گرفتن بر روی پوست سالم، بسیار کم در نظر گرفته شده است  ، و نسبت به سایر موادی که برای محافظت در برابر اشعه ماوراء بنفش استفاده می شود ، ایمن تر به حساب می آید. 
نانوذرات دی اکسید تیتانیوم ت به دلیل پایین تر بودن انرژی سطحی در  فاز شبه پایدار آناتاز  نسبت به تعادل روتیل فاز تمایل به تشکیل این فاز دارند . سطوح دی اکسید تیتانیوم فوق العاده در ساختار آناتاز دارای خاصیت ضدعفونی کننده فوتوکاتالیستی است که باعث می شود به عنوان یک ماده افزودنی در مصالح ساختمانی مثلاً در پوشش های ضد بخار و پنجره های خود تمیز کننده مفید باشد. 

در زمینه کارگران تولید TiO 2 ، قرار گرفتن در معرض استنشاق به طور  بالقوه  خطر ابتلا به سرطان ریه را تشدید می دهد ، و  استاندارد خطر برای نانومواد برای نانوذرات TiO 2 مرتبط است.

## خصوصیات
از سه پلی مورف (اشکال کریستال) معمول TiO 2  ، نانوذرات TiO 2 در حالت روتیل و آناتاز میباشند. بر خلاف ذرات بزرگتر TiO 2 ، نانوذرات TiO 2 به جای رنگ سفید،شفاف هستند. خصوصیات جذب ماوراء بنفش (UV) به اندازه بلور دی اکسید تیتانیوم قابلیت جذب ذرات فوقالعاده در مورد اشعه ماوراء بنفش  (نانومترUV-A (320-400  و (نانومتر UV-B (280-320  وابسته است  . جذب نور در اشعه ماوراء بنفش به دلیل برانگیختگی پیوند های سخت انجام می شود  . عملکرد موج در برانگیختی دارای ماهیت دو بعدی است و در مجموعه صفحات کریستالی {001} گسترش می یابد. 
نانوذرات TiO 2 خاصیت فوتوکاتالیستی دارند  : 82   یعنی نوعی نیمه هادی هستند که  باند رسانش  گسترده تر از بسیاری از مواد دیگر دارند. خاصیت فوتوکاتالیستی  TiO 2 وابستگی پیچیده ای به ویژگی های فیزیکی ذراتدارد. نا خالص سازی(دوپینگ) TiO 2  با اتمهای خاصی فعالیت فوتوکاتالیستی آن را افزایش میدهد. 
در مقابل، رنگدانه درجه TiO 2  معمولا اندازه ذرات متوسط در حد 200-300 نانومتر دارد.  : 1–2  از آنجا که پودرهای TiO 2 حاوی طیف وسیعی از اندازه هستند ، ممکن است کسری از ذرات نانو را داشته باشند حتی اگر اندازه ذرات متوسط بیشتر باشد.  در عوض ذرات فوقا العاده معمولاً یکجا جمع میشوند(اگلوموره میشوند) و اندازه ذرات می تواند بسیار بزرگتر از اندازه بلور باشد. 

## نحوه تهیه (سنتز)
بیشترین تولید نانو دی اکسید تیتانیوم  با فرآیند سولفات ، فرآیند کلراید یا فرآیند سل-ژل میباشد.  در فرآیند سولفات ، آناتاز یا روتیل TiO 2 با تجزیه ایلمنیت (FeTiO 3 ) یا سرباره تیتانیوم با اسید سولفوریک تولید میشود. فرم آناتاز فوق العاده از رسوب در محلول سولفات و روتیل فوق العاده از رسوب در  محلول کلرید تهیه میشود. 
در فرآیند کلراید ، روتیل طبیعی یا مصنوعی در دمای 850-1000 درجه سانتی گراد کلریده (ترکیب شامل تیتانیوم وکلر) می شود ، و تتراکلرید تیتانیوم با اکسیداسیون فاز بخار به فرم آناتاز فوق العاده تبدیل می شود.  : 1–2 
با استفاده از سنگ زنی تبدیل رنگدانه های TiO 2 به TiO 2 فوق العاده امکان پذیر نیست. دی اکسید تیتانیوم فوق العاده می تواند با انواع مختلفی از فرآیندهای مختلف به عنوان روش رسوب گذاری ، تبدیل فاز حالت گازی ، سل-ژل و روش لایه نشانی اتمی به دست آید. 

## کاربرد ها
TiO 2 فوق العاده یکی از سه نانومواد فراگیر تولید شونده به همراه نانو ذرات دی اکسید سیلیکون و  اکسید روی  است.   و دومین نانو ماده پر استفاده در محصولات مصرفی است که قبل از نانوذرات نقره قرار دارد .  به دلیل استفاده طولانی آن به عنوان یک ماده شیمیایی کالایی ، TiO 2 را می توان یک "نانو ماده قدیمی" در نظر گرفت.  
TiO 2 فوق العاده به دلیل توانایی جلوگیری از اشعه UV شفافیت روی پوست   در ضد آفتاب ها استفاده می شود.  TiO 2  مورد استفاده در کرمهای ضد آفتاب به طور معمول اندازه در محدوده 5-50 نانومتر دارند.
TiO 2 فوق العاده در مسکن و ساخت و ساز به عنوان افزودنی برای رنگ ها ، پلاستیک ها ، سیمان ها ، پنجره ها ، کاشی ها و سایر محصولات به دلیل خاصیت جذب UV و استریل کننده فوتوکاتالیستی آن ، به عنوان مثال در پوشش های ضد بخار و پنجره های خود تمیزشونده استفاده میشوند.  نانوذرات TiO 2  همچنین در ال‌ئی‌دی و سلولهای خورشیدی استفاده می شوند.  : 82  علاوه بر این از خاصیت فوتوکاتالیستی TiO 2  می توان  برای تجزیه ترکیبات آلی و ارگانیک موجود در فاضلاب استفاده کرد.  محصولات نانو ذره TiO 2  گاهی اوقات با پوشش سیلیکا یا اکسید آلومینیوم و یا دیگر فلزات  برای کاربردهای خاص میباشند.  : 2  

## سلامت و ایمنی

### مصرف کننده
برای کرم های ضد آفتاب ، خطر سلامتی ناشی از قرار گرفتن در معرض پوست قرار گرفتن بسیار کم در نظر گرفته شده است و از خطر آسیب اشعه ماوراء بنفش از جمله سرطان در عدم پاستفاده از ضد آفتاب بر حذر می دارد.  نانوذرات TiO 2 نسبت به سایر موادی که برای محافظت در برابر اشعه ماوراء بنفش مورد استفاده قرار می گیرند ایمن تر هستند .  با این وجود ، نگرانی در مورد ساییدگی پوست یا بثورات پوستی ، یا خوردن تصادفی مقادیر کمی از ضد آفتاب ، احتمال خیلی کمی دارد.  لوازم آرایشی و بهداشتی حاوی نانومواد لازم نیست که برای در ایالات متحده برچسب بخورند،  اما برچسب خوردن آنها در اتحادیه اروپا الزامی می باشد. 

### شغلی(محیط کار)
استنشاق شایع ترین راه قرار گرفتن در معرض ذرات موجود در هوا در محل کار است.  انستیتوی ملی ایمنی و بهداشت شغلی ایالات متحده ،  TiO 2 فوق العاده استنشاق شده را به عنوان یک سرطان ریه احتمالی نام برده و با آزمایش بر روی موش ها، با حد مجاز توصیه شده  0.3mg/m3  برای تا 10 ساعت کار در روز و در طول یک هفته 40 ساعت کار اعلام کرده است. 

### محیطی
کرم های ضد آفتاب حاوی نانوذرات TiO 2 می توانند بر روی بدن با آب معمولی شسته شوند و در هنگام دوش گرفتن افراد می توانند به فاضلاب وارد شوند.   مطالعات نشان داده اند که نانوذرات TiO 2 می تواند به جلبک ها و حیوانات آسیب برساند و می تواند باعث زیست انباشتگی شوند.  آژانس حفاظت از محیط زیست ایالات متحده به طور کلی خواص فیزیکی مانند اندازه ذرات را در طبقه بندی مواد در نظر نمی گیرد و نانوذرات TiO 2  به شور یکسان با سایر اشکال و اندازه های TiO 2 در نظر میگیرد . 

### سمی بودن
دی اکسید تیتانیوم برای گیاهان و موجودات کوچک مانند کرم ها ، نماتدها و حشرات، سمی است. سمی بودن  نانوذرات TiO 2 برای نماتدها با قطر کوچکتر نانوذرات به طور خاص 7 نانوذرات نانومتر نسبت به 45 نانو ذرات نانومتر رابطه مستقیم دارد، اما رشد و تولید مثل  با صرف نظر از اندازه نانو TiO 2  تحت تاثیر میباشد.  انتشار دی اکسید تیتانیوم به داخل خاک به دلیل جلوگیری از تکثیر و بقای بی مهرگان خاک می تواند تأثیر مضر بر روی اکوسیستم داشته باشد. این بی مهرگان مسئول تجزیه مواد آلی و پیشرفت چرخه مواد مغذی در اکوسیستم اطراف هستند. بدون حضور این موجودات ، ترکیب خاک دچار مشکل میشود.

## اندازه گیری
ISO / TS 11937 یک استاندارد اندازه گیری برای اندازه گیری چندین ویژگی پودر دی اکسید تیتانیوم خشک مربوط به فناوری نانو است: ساختار کریستالی و نسبت آناتاز به روتیل را می توان با استفاده از پراش پرتو X ، اندازه ذرات متوسط و کریستالی اندازه گیری شده با استفاده از پراش اشعه ایکس یا میکروسکوپ الکترونی عبوری، و سطح ویژه با استفاده از روش جذب گاز Brunauer-Emmet-Teller   برای ارزیابی در معرق قرار گرفتن محل کار ، روش NIOSH 0600 برای اندازه گیری غلظت جرمی ذرات ریز می تواند برای نانوذرات با استفاده از یک نمونه انتخابی اندازه ذره مناسب مورد استفاده قرار گیرد و اگر توزیع اندازه مشخص باشد ، می توان سطوح اندازه گیری را به جرم تعمیم داد.  : 79   روش NIOSH 7300  TiO 2 در از سایر ذرات معلق در هوا توسط آنالیز عنصری متمایز شود که با استفاده  طیف سنجی پلاسما نشر اتمی مشخص میگردد. روشهای میکروسکوپ الکترونی که مجهز به طیف‌سنجی پراش انرژی پرتو ایکس هستند می توانند ترکیب و اندازه ذرات را مشخص کنند.  : 79  
NIST SRM 1898 یک ماده مرجع است که از پودر خشک نانوکریستال تیتانیوم دی اکسید  تشکیل شده است . این به عنوان یک معیار در مطالعات محیطی یا سم شناسی  ، و برای ابزارهای کالیبراسیون که سطح ویژه نانومواد را با استفاده از روش Brunauer-Emmet-Teller اندازه گیری می کنند،در نظر گرفته شده است.   